# Projeto Visto Brasileiro
O Brazilian Visa Project é o nome dado pelos historiadores ao projeto da Igreja Católica durante a Segunda Guerra Mundial de permitir que judeus convertidos emigrassem para o Brasil a fim de escapar da perseguição no teatro europeu da Segunda Guerra Mundial. 

## Petição de 1939 ao Governo Brasileiro
Em março de 1939, vários membros da hierarquia católica alemã pediram ao recém-eleito Papa Pio XII que solicitasse ao governo brasileiro 3.000 vistos de imigração para judeus católicos alemães se estabelecerem no Brasil. Seguiram-se dois anos de intercâmbios diplomáticos, começando com uma instrução do Cardeal Secretário de Estado Luigi Maglione a Benedetto Aloisi Masella, núncio no Rio de Janeiro, para solicitar os vistos ao Presidente Getúlio Vargas . Os vistos foram formalmente concedidos por Vargas, por meio do Conselho de Imigração e Colonização (CIC) do Brasil, em 20 de junho de 1939.

## Condições estritas
Desde o início, os vistos vinham com condições estritas, "algumas necessárias, outras obstrucionistas", que foram se tornando mais rígidas com o tempo. Os vistos estavam disponíveis para judeus batizados na Alemanha e em outros países, mas eram obrigados a apresentar uma recomendação da nunciatura de seu respectivo país. Os emigrantes foram ainda obrigados a provar que seu batismo havia ocorrido antes de 1933. Judeus protestantes tiveram seus vistos negados. As condições posteriores incluíram uma transferência monetária substancial para o Banco do Brasil e a aprovação do Escritório de Propaganda do Brasil em Berlim,capital da Alemanha de hitler.

## Papel do Cardeal Innitzer
Diante de tantos obstáculos, o Cardeal Theodor Innitzer de Viena escreveu ao Papa Pio XII em 4 de fevereiro de 1941, pedindo sua ajuda imediata na concessão dos vistos, tendo em vista o início da deportação de 60.000 judeus de Viena, pelo menos 11.000 dos quais foram batizados. Uma resposta de Maglione delineou as várias dificuldades associadas a tal passo.  Innitzer não ficou satisfeito e reclamou novamente no final daquele mês.

## Suspensão do programa
O programa de vistos foi suspenso em 3 de setembro de 1940 e encerrado oficialmente em 20 de novembro de 1941. Os governos fascistas espanhol e português já haviam se recusado a emitir vistos de viagem para quem usasse os vistos de imigração para o Brasil. Innitzer voltou a atualizar a Santa Sé sobre o ritmo acelerado das deportações em 20 de maio de 1942 e o Vaticano tentou pela última vez apelar ao governo brasileiro em julho de 1942. Maglione escreveu em dezembro de 1941 ao bispo cujo pedido havia iniciado o projeto que: "como você certamente foi informado [...] muitos emigrantes partiram e — lamento dizer — pelo que me disseram, muitos deles eles, tanto por sua conduta imprópria quanto por supostas exigências, não corresponderam à preocupação que a Santa Sé demonstrou por eles".

## Falta de gratidão dos destinatários do visto
A ênfase da carta de Maglione não era no fracasso de um esforço diplomático, mas no desgosto pela suposta conduta e falta de gratidão dos destinatários dos vistos.  Segundo a Enciclopédia do Holocausto, por "conduta imprópria", Maglione só poderia significar que os destinatários continuaram a praticar o judaísmo .  

## Número de vistos
É difícil verificar o número exato de vistos que foram emitidos. Apenas 1.000 vistos foram realmente concedidos à embaixada brasileira no Vaticano, e a maioria — embora não todos — provavelmente foram usados. Os 2.000 restantes sob controle dos oficiais brasileiros na Alemanha nunca foram utilizados, nem mesmo nos primeiros meses do projeto.  Maglione foi "notavelmente aquiescente" ao cancelamento do programa e sua resposta ao embaixador brasileiro sobre a possibilidade de restabelecer o programa no futuro foi "agonizantemente impessoal e diplomática.

## Atitude adotada por Pio XII
Morley vê a importância do projeto do visto brasileiro como quádrupla: primeiro, em demonstrar a preocupação de Pio XII "principalmente, quase exclusivamente" com judeus batizados em vez de não convertidos, e vendo sua perseguição principalmente como uma violação dos direitos da Igreja; segundo, ao exemplificar a confiança na diplomacia, mesmo como "um fim em si mesmo"; e terceiro, ao mostrar a relutância do papa em perturbar o status quo, "mesmo quando um país firmemente católico renegou sua promessa ao papa"; e, finalmente, o uso do fracasso anterior como uma "apologia" contra propostas posteriores para ajudar os judeus.